# ستيغ بيترسون
ستيغ بيترسون (بالسويدية: Stig Pettersson)‏ هو منافس ألعاب قوى سويدي، ولد في 26 مارس 1935 في ستوكهولم في السويد.

## وصلات خارجية
- ستيغ بيترسون على موقع الاتحاد الدولي لألعاب القوى (الإنجليزية)
- ستيغ بيترسون على موقع قاعدة بيانات كرة القدم.إي يو (الإنجليزية)
- ستيغ بيترسون على موقع أوليمبيديا (الإنجليزية)
- ستيغ بيترسون على موقع اللجنة الأولمبية السويدية (السويدية)